# Винри Рокбелл
Винри Рокбелл (яп. ウィンリィ・ロックベル Винри: Роккубэру) — героиня манги и аниме Fullmetal Alchemist, создана мангакой Хирому Аракавой. Друг детства Эдварда и Альфонса Элриков. Механик автоброни. В аниме 2003 года озвучена Мэгуми Тоёгути, в аниме 2009 года — Мэгуми Такамото.

## Внешность
Винри — голубоглазая, стройная девушка, среднего роста, примерно на 10 см выше Эдварда. Светлые волосы обычно стянуты в конский хвост на затылке, за исключением двух прядей на висках. Обычно одета в светлую майку, тёмную юбку и такую же куртку. Или же носит тёмный топ и фиолетовый (аниме 2003 года) или салатовый (аниме 2009 года) комбинезон. При необходимости носит мужскую одежду. Почти никогда не снимает серёжки, подаренные Эдом и Алом.
В аниме Fullmetal Alchemist: Conqueror of Shambala мы видим повзрослевшую Винри. Теперь это взрослая и высокая девушка, выглядящая старше своих лет. Волосы она заплетает в хвост, на манер Ризы Хоукай.

## Характер
В отличие от большинства персонажей, характер Винри в разных адаптациях почти не изменился. Винри — смелая, ответственная и рассудительная девушка, отзывчива, немного сентиментальна, хотя и скрывает последнее. Склонна к авантюрам, особенно в аниме 2003 года. В аниме 2009 года она более серьезна, хотя также способна ввязаться во всяческие авантюры, но обычно её на это вынуждают внешние обстоятельства. Винри очень тяжело переживает потерю близких ей людей и беспокоится за их безопасность, в особенности за братьев Элриков.
С течением времени Винри, как и большинство персонажей, взрослеет. Она учится прощать людей, становится более решительной и серьёзной. Как и все герои, она понимает, что поставлено на карту и чем грозит поражение, но при этом она отказывается уехать из страны, несмотря на уговоры Эда.
Как и любой мастер, Винри — фанат своего дела — автоброни — и мечтает стать лучшим механиком автоброни. Она буквально влюблена в каждый болт и провод, за что получила прозвище «Механик-маньяк» (Automail Otaku) от Эда. Винри способна работать сутками напролет над автоброней. Побочным эффектом такой одержимости является то, что она приходит в бешенство, когда со сделанной ею автоброней что-то случается. Из-за этого Эд неоднократно получал по голове гаечным ключом.

## Биография
Винри родилась в 1899 году в городе Ризенбург, в семье хирургов Ури и Сары Рокбеллов. Её родители и бабушка, Пинако Рокбелл, были близкими друзьями семьи Элриков, живущих по соседству. Как следствие, Винри подружилась с детьми Элриков: Эдвардом и Альфонсом. Родители Винри были убиты во время Ишварской войны. По версии аниме 2003 года они были расстреляны майором Роем Мустангом. По версии манги и аниме 2009 года их убил Шрам, находившийся в состоянии аффекта. Вскоре её друзья братья Элрики также лишились своей матери. Несчастья сблизили этих детей. После неудачного эксперимента по человеческому преобразованию Винри вместе с бабушкой Пинако изготовила автоброню для Эда.
В аниме 2003 года Винри неоднократно помогает Эду и Алу в их поисках и скитаниях. Узнав правду о смерти своих родителей, хотела отомстить полковнику Мустангу, но после разговора с Лизой Хоукай и Грэйсией Хьюз изменила решение. Вместе с Ческой выяснила, что секретарь фюрера Джульетта Дуглас — гомункул Лень. После свержения Бредли выхаживала Альфонса, после чего уговорила Мастера Доминика из Раш-Валли взять её в ученики.
В аниме 2009 года стала учеником мастера Гарфиля — механика-трансвестита из Раш-Валли, которого ей порекомендовал мастер Доминик. Пыталась отомстить Шраму за убийство родителей, но была остановлена Эдом. После раскрытия заговора полковника Мустанга против гомункулов стала заложником Бредли. Бежала вместе с Шрамом и Альфонсом из Бригса. После скитаний по стране вернулась в Ризенбург. В конце истории, выслушав признание Эда в любви, отвечает ему взаимностью.

## Навыки
Винри — потомственный механик автоброни, отлично знающий своё дело. Она имеет обширные практические знания в области механики, металлообработки, анатомии, хирургии (в том числе нейрохирургии), протезировании, а также общей медицине, на уровне примерно военного врача. Её медицинских навыков хватило, чтобы принять роды в Раш-Велли. Так же имеет некоторые боевые навыки, в основном касающиеся её гаечного ключа.

## Отношения с персонажами

### С братьями Элриками
Братья Элрики — друзья детства Винри, и с тех пор их отношения изменились не очень сильно. Винри зачастую выступает арбитром в их бесконечных спорах, причиной некоторых из которых является она сама. Для наведения порядка Винри зачастую помимо весомых аргументов использует не менее весомый гаечный ключ.
Винри воспринимает Элриков как своих братьев. Она очень беспокоится за их безопасность и желает им успеха в поисках философского камня, маскируя свои тревоги криками и руганью в адрес непутёвых братьев, в очередной раз попавших в историю.
С Эдвардом Элриком
В манге и версии 2009 года в финале Эдвард признается ей в любви, на что Уинри отвечает взаимностью. Также, в конце показано, что они поженились и даже родили двоих детей.
С Альфонсом Элриком
Альфонс — друг детства. В детстве братья Элрики даже подрались, чтобы решить, кто станет её мужем. Предложение, на правах победителя, сделал Ал, но был отвергнут из-за маленького роста. Винри воспринимает Ала скорее как младшего брата, чем как парня. Но это не мешает ей заботится о его комфорте и благополучии.

### С Маэсом Хьюзом
Подполковник Хьюз и его семья очень понравились Винри. Она любила водиться с его дочерью Алисией, хотя не всегда одобряла чрезмерную опеку подполковника в отношении к дочери. Хьюз помог ей понять многие мотивы в поступках братьев Элриков, в частности их скрытность. Винри была потрясена его гибелью, но сохранила отношения с его семьей и после его смерти.